# Rakowskowo
Rakowskowo (bułg. Раковсково) – wieś w Bułgarii, w obwodzie Burgas, w gminie Nesebyr. W 2023 roku liczyła 75 mieszkańców.